# Idiofony
Idiofony (gr. idios = własny, gr. phone = dźwięk) – w klasyfikacji naukowej grupa instrumentów muzycznych, w których źródłem dźwięku (wibratorem) jest wykonany z drewna, metalu, kamienia lub szkła przedmiot, który cechuje się naturalną sprężystością – nie wymaga wstępnego napięcia jak struna czy membrana. Taki przedmiot, żeby wydawać dźwięki o zastosowaniu muzycznym, nie wymaga również urządzenia zwiększającego natężenie dźwięku (rezonatora). W niektórych publikacjach muzykologicznych idiofony nazywane są instrumentami samobrzmiącymi oraz samodźwięcznymi. W klasyfikacji praktycznej, idiofony razem z membranofonami tworzą grupę instrumentów perkusyjnych (perkusji).
W starszych publikacjach muzykologicznych instrumenty wyposażone w stroiki pojedyncze przelotowe (tzw. języczki), np. harmonia, harmonijka ustna, regał i fisharmonia klasyfikowane są jako idiofony, jednak tekst specyfikacji Hornbostela-Sachsa wyraźnie umiejscawia je pośród aerofonów.

## Budowa i zasada działania

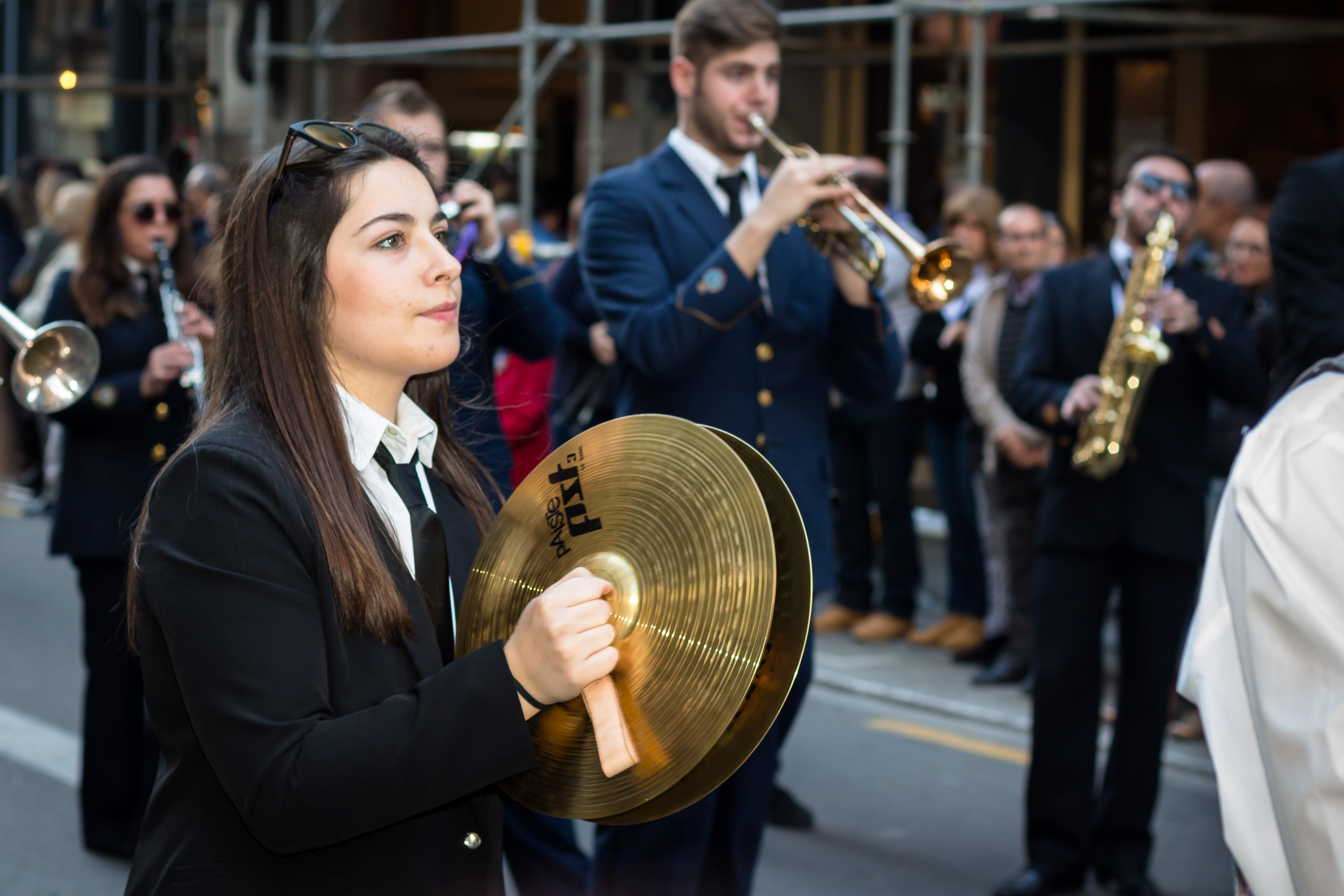
Instrumentalistka grająca na talerzach orkiestrowych – idiofonie z grupy uderzanych

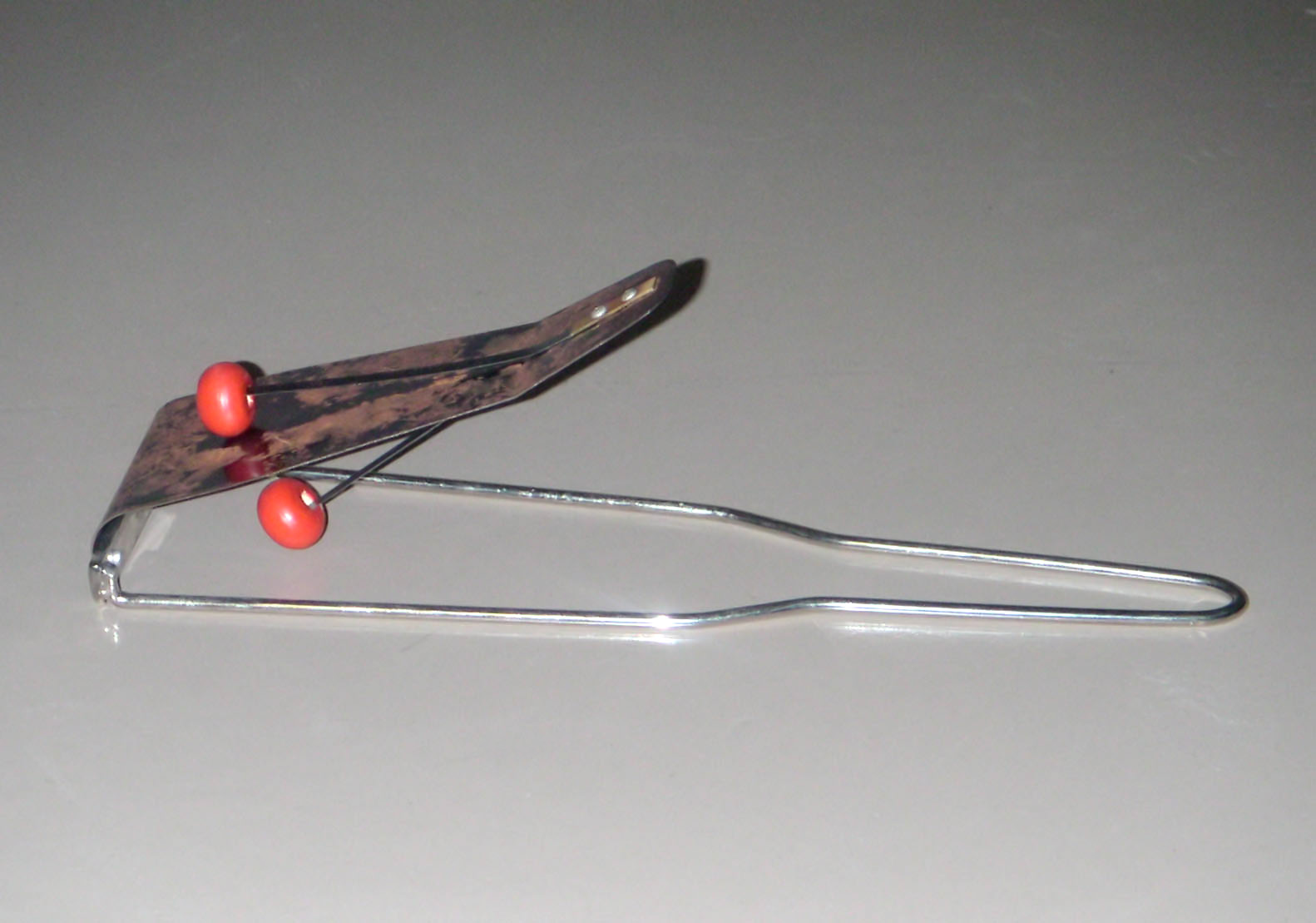
Fleksaton – idiofon z grupy metalowych arkuszy

Wszystkie idiofony posiadają wibrator (źródło dźwięku), którym jest przedmiot o kształcie płyty (np. lekko wypukła płyta gongu i silnie wygięta dzwonu), języczka (np. drumla), pręta (np. trójkąt), sztabki (np. blok chiński), lub rury (np. czeczotka). Niektóre idiofony składają się z zestawu takich elementów, np. talerze orkiestrowe (zestaw płyt), canca (zestaw języczków), skrzypce gwoździowe (zestaw prętów), ksylofon (zestaw sztabek) oraz dzwony rurowe (zestaw rur). Wibratory idiofonów budowane są z drewna (np. marimba), metalu (np. wibrafon), kamienia (np. litofon), lub szkła (np. harmonika szklana).
Incytatorem, czyli siłą pobudzającą wibrator do drgań jest w idiofonach uderzanie pośrednie (np. korona dzwonu uderzana sercem lub płytki w czeleście uderzane młoteczkami), uderzanie bezpośrednie (np. uderzanie bulwą tykwy o ziemię), zderzanie (np. dwie drewniane płytki w kastanietach), potrząsanie (np. gruchawka), szarpanie (np. pozytywka), pocieranie (np. guiro).
Idiofony nie wymagają rezonatora żeby wydawać dźwięki o zastosowaniu muzycznym. Spowodowane jest to dużą powierzchnią elementów dźwiękotwórczych, która wypromieniowuje znaczną energię drgań. Niektóre idiofony są wyposażone w rezonator z natury (np. guiro), inne świadomie, w celu nadania dźwiękowi żądanej charakterystyki (np. rurowe amplifikatory marimby, które wzmacniają pierwszy ton składowy szeregu harmonicznego generowanego przez sztabki).
Wibratory idiofonów mogą wydawać dźwięki o określonej i nieokreślonej wysokości. Z akustycznego punktu widzenia, dźwięki te są mieszaniną fal stojących. Fala dźwiękowa rozchodzi się w danym ośrodku równomiernie we wszystkich kierunkach, stąd charakterystyka dźwięku idiofonów zależy głównie od gabarytów i kształtu wibratora. Wibratory płytowe, czyli takie, w których wysokość jest znacznie mniejsza od długości i szerokości (np. talerze orkiestrowe), wydają dźwięki o nieokreślonej wysokości – wielotony nieharmoniczne zbliżone do szumu. Dźwięk o określonej wysokości nadaje się płytom poprzez odpowiednie zagięcie i zgrubienie, których efektem jest wzmocnienie żądanych tonów składowych (np. dzwon). Wibratory sztabkowe, czyli takie, w których długość jest znacznie większa od wysokości i szerokości (np. drewniane sztabki ksylofonu), wydają dźwięki o określonej wysokości. Wyeksponowanie danego tonu składowego uzyskuje się zabiegami konstrukcyjnymi, np. podpierając sztabki w punktach, w których powstają węzły żądanego tonu składowego fali dźwiękowej.
Czas trwania dźwięków wibratorów w idiofonach zależy od spężystości materiału, z którego są wykonane: metal ma dużą sprężystość naturalną, która przekłada się na długi czas wybrzmiewania wibratora, drewno – małą sprężystość naturalną i krótki czas wybrzmiewania. Podczas gry, instrumentalista może skracać czas wybrzmiewania, tłumiąc dźwięk, np. przez dotknięcie lub dociśnięcie powierzchni instrumentu dłonią.
Barwa dźwięku idiofonów zależy od kształtu wibratora i od materiału, z którego jest zbudowany.

## Podział

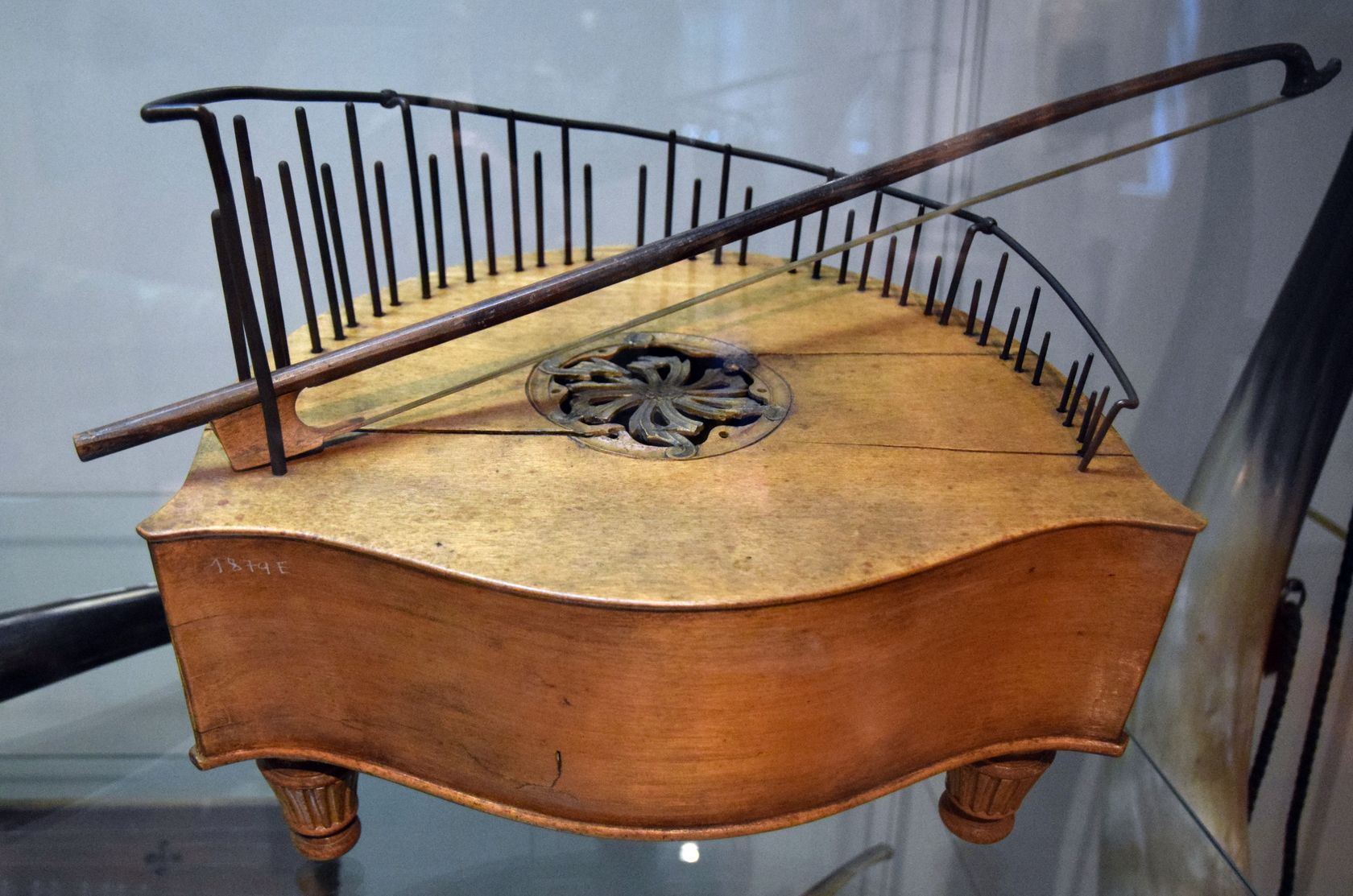
Skrzypce gwoździowe – idiofon z grupy pocieranych

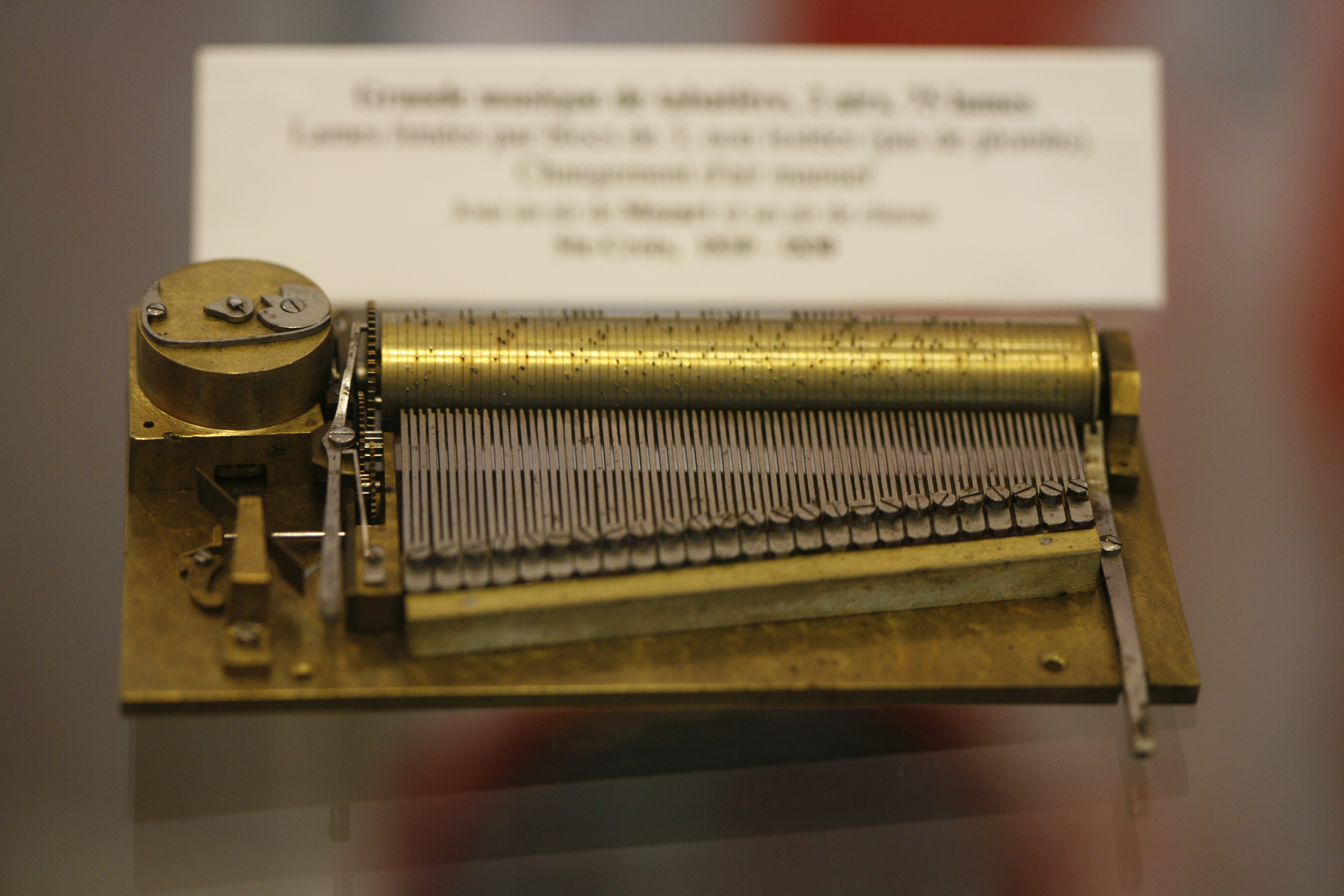
Pozytywka – idiofon z grupy lamelofonów

W opracowanej w 1914 przez Ericha Moritza von Hornbostela i Curta Sachsa, zrewidowanej w 2001 przez Konsorcjum MIMO klasyfikacji naukowej idiofonom przypisany jest identyfikator główny 1 i kolejno:
- 11: Idiofony uderzane – instrument pobudzany do wibracji przez uderzanie (np. klaskanki(inne języki), gong, dzwon, gruchawka, tarka jazzowa(inne języki)),
- 12: Idiofony języczkowe (idiofony szarpane, lamelofony) – języczki, tzn. elastyczne płytki, zamocowane jednym końcem, są zaginane (napinane) i potem zwalniane, aby powracały do pozycji wyjściowej (np. drumla, zanza, pozytywka),
- 13: Idiofony pocierane – instrument pobudzany do drgań przez pocieranie (np. skrzypce gwoździowe, livika(inne języki), harmonika szklana, teatralna maszyna imitująca wiatr),
- 14: Idiofony dęte – instrumenty pobudzane do drgań strumieniem powietrza (np. aeolsclavier(inne języki), piano chanteur),
- 15: Metalowe arkusze – elastyczne arkusze blachy (np. piła, teatralny arkusz blachy imitujący grzmoty, fleksaton),
- 16: Błony zaginane – błona ulega wygięciu, kiedy jest pociągana przez przechodzącą przez jej środek strunę, zanim powróci do pozycji wyjściowej.

Ponadto klasyfikacja Hornbostela-Sachsa wprowadza przyrostki definiujące dodatkowe parametry:
- -1: wibracje są sprzężone z przetwornikiem dla uzyskania sygnału elektrycznego, emitowanego poprzez wzmacniacz i głośniki,
- -8: z klawiaturą,
- -9: mechanicznie napędzane.

## Historia

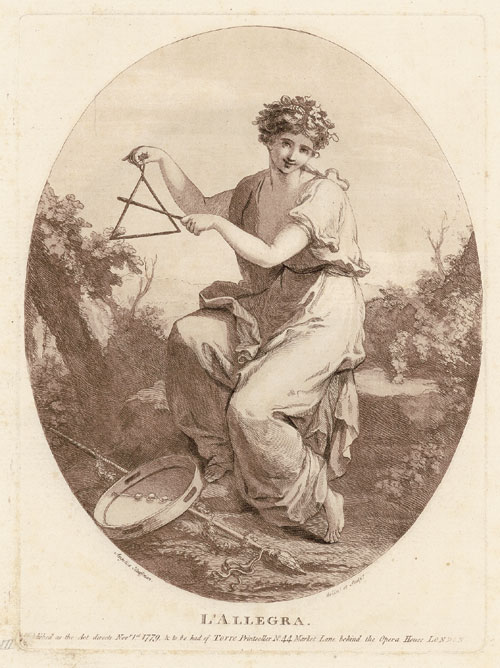
Kobieta grająca na trójkącie (idiofonie z grupy uderzanych) na obrazie „L'Allegra” (1779) Angeliki Kauffmann

Idiofony, razem z membranofonami należą do najstarszych instrumentów muzycznych. Przez ludy pierwotne używane były jako narzędzia sygnałowe; później zaczęły służyć do wyznaczania rytmu podczas tańca i pracy. Największą różnorodnością form charakteryzują się idiofony instrumentarium ludowego krajów azjatyckich i afrykańskich.